# Личанка (Новосондецький повіт)
Личанка (пол. Łyczanka) — село в Польщі, у гміні Лососіна-Дольна Новосондецького повіту Малопольського воєводства.
Населення — 175 осіб (2011).
У 1975-1998 роках село належало до Новосондецького воєводства.

## Демографія
Демографічна структура станом на 31 березня 2011 року:
|          | Загалом | Допрацездатний вік | Працездатний вік | Постпрацездатний вік |
| -------- | ------- | ------------------ | ---------------- | -------------------- |
| Чоловіки | 86      | 24                 | 51               | 11                   |
| Жінки    | 89      | 23                 | 50               | 16                   |
| Разом    | 175     | 47                 | 101              | 27                   |